# Кансько-Ачинський вугільний басейн
Кансько-Ачинський вугільний басейн — на території Красноярського краю, частково Кемеровської і Іркутської областей Російської Федерації.

## Історія
Перші дані про вугленосність Кансько-Ачинського басейну належать до 1771 року, видобуток вугілля почато в 1903.

## Характеристика
Басейн тягнеться в широтному напрямі, вздовж транссибірської залізничної магістралі на 800 км; площа — 50 тис. км², Промислові центри — міста Красноярськ, Канськ, Ачинськ, Шарипово. Розвідані запаси вугілля 81,4 млрд. т, заздалегідь оцінені 34,2 млрд. т, з них бурого марки Б2 відповідно 80,1 і 33,9, кам. вугілля (марок Д і Г) 1,3 і 0,3 млрд т. Запаси бурого вугілля придатні для відкритих розробок. Прогнозні ресурси вугілля на 1990 р. до глиб. 600 м оцінювалися в 523 млрд т. Потужність робочих пластів 2…15 м, максимальна — 85 м. Вугленосність пов'язана з відкладами юрського періоду, в яких виявлено 50 вуг. пластів, зокрема, унікальний (25-60 м) пласт «Березовській» і декілька зближених з ним менш потужних (1,3-7 м) пластів вугілля. У верхах камалінської світи залягає до 10 пластів, деякі з них мають потужність від 10 до 23 м. У переяславській світі (Саяно-Партизанське родов.) міститься до 9 пластів потужністю 1,5-2 м. Площа К.-А.в.б. поділена на 10 геол.-пром. районів. Основні родовища: Абанське, Барандатське, Березовське, Боготольське, Бородінське, Ітатське, Назаровське, Саяно-Партизанське, Урюпське. Зольність вугілля 7-14 %. Теплотворна здатність 2800-3800 ккал/кг. Вміст сірки 0,3-1 %.
На початок XXI ст. ресурси вугілля становлять 638 млрд т, з них для відкритого видобутку придатні 143 млрд т. Багато пластів мають потужність 15-70 м. Вугілля буре, малозольне і малосірчисте.
Видобуток вугілля в 2005 р. — 40 млн т.

## Технологія розробки
Видобуток ведеться відкритим способом. Працюють розрізи, що поставляють вугілля для електростанцій. Намічається розширення використання їх для цієї мети, а також для одержання хімічної сировини, виробництва синтетичного рідкого палива.